# 平均修復時間
平均復原時間（英語：Mean time to recovery，縮寫：MTTR），是描述產品由故障狀態轉為工作狀態時復原時間的平均值。產品的特性決定了平均值的長短，例如：硬碟錯誤的自動機制，又或整個機場的電腦系統發生故障。
在工程學，「平均復原時間」是衡量產品維修性的值。因此，這個值在維護合約裡很常見，並以之作為服務收費的準則。舉例說：當一個團體的電腦系統發生故障，一份要求在24小時內把系統復原的合約，一般會比一份允許系統在一星期內復原的合約要來得昂貴。然而，這個「平均復原時間」的值並不表示系統必然會在指定的時間內恢復，因為那只是一個平均時間值。若要表示在指定時間內恢復系統，則要使用「最大復原時間」。
在數學上，「平均復原時間」可以用以下的運算式來表示：
{\displaystyle MTTR={{\sum _{i=1}^{n}t[ri]} \over {\sum _{i=1}^{n}r[i]}}}
式中： 
- {\displaystyle t[ri]}-------使用期內第{\displaystyle i}台受試產品出現故障後復原時間
- {\displaystyle r[i]} -------使用期內第{\displaystyle i}台受試產品出現故障的次數

## 參看
- 平均維修時間
- 平均故障間隔
- Mean down time